# Норвезька робітнича партія
Норвезька робітнича партія (НРП, норв. Arbeiderpartiet) — норвезька лівоцентристська політична партія заснована в 1887 році. Партія праці має 64 місця із 169 у Стортингу. З моменту свого створення в кінці 19 століття, партія постійно збільшувала свою підтримку, поки не стала найбільшою партією в Стортингу в 1927 році і з тих пір утримує цю позицію.
Протягом сторіччя свого існування робітнича партія мала широку підтримку з боку профспілок. Норвезька робітнича партія офіційно дотримується соціал-демократичних ідеалів. Її девізом з 1930-х було «робота для всіх», і партія прагнула побудувати державу загального добробуту, що фінансуються за рахунок податків і мит. 
Протягом останніх 20 років партія включила більше принципів соціальної ринкової економіки у свою політику, що дозволяє приватизацію державних активів і послуг і зниження прогресивності прибуткового податку після хвилі лібералізації економіки в 1980-х.

## Історія
Норвезька робітнича партія була заснована в серпні 1887 року на з'їзді в Арендалі і вперше взяла участь у виборах в Стортинг в 1894 році. Вперше місця в Стортингу партія зайняла на виборах 1903 року, отримавши 4 з 117 місць.
Перша соціалістична програма прийнята в 1891 році, вона передбачала передачу засобів виробництва в суспільну власність та перехід від капіталістичного способу виробництва до соціалістичного. Уже на початковому етапі в політиці керівництва НРП намітилися реформістські тенденції. У 1906-11 в партії утворилася ліва опозиція. Вона особливо посилилася під час Першої світової війни. На з'їзді в 1918 році прийшло до керівництва ліве крило на чолі з Мартіном Транмелем, яке добилося приєднання НРП до Комінтерну в 1919 році. На Другому конгресі Комінтерну НРП мала одну з найбільших делегацій. Партія брала активну участь у легальній та нелегальній діяльності Комінтерну, зокрема контрабанді й забезпеченні нелегальних поїздок до Росії та з неї.
Частина членів Норвезької робітничої партії в 1921 році вийшли з неї і утворили власну, Норвезьку соціал-демократичну робітничу партію (НСДРП). У 1922 на чолі НРП встали центристи, які повели боротьбу проти лінії Комінтерну, що завершився в 1923 відходом НРП від Комінтерну і ще одним виходом частини членів з партії і утворенням ними Комуністичної партії Норвегії (КПН). У 1927 році відбулося об'єднання НРП з НСДРП.
У 1933 НРП добилася великого успіху на парламентських виборах і в 1935 стала правлячою партією (прем'єр-міністр в 1935–1945 Ю. Нюгорсволь). У роки окупації Норвегії
нацистською Німеччиною (1940–1945) члени НРП брали участь в русі Опору, керівництво партії знаходилося в еміграції.
Здійснення урядами НРП в 2-ій половині 40-60-х роках (голова НРП і прем'єр-міністр Е. Герхардсен) ряду соціальних реформ дозволило трудящим поліпшити своє становище. Зовнішньополітичний курс соціал-демократичного керівництва визначається його орієнтацією на західні угруповання (в 1949 Норвегія вступила в НАТО).
У 60-70-х роках загострилася криза реформістської політики правих лідерів НРП. У 1961 від НРП відійшла частина лівих соціал-демократів, що заснували Соціалістичну народну партію. У результаті парламентських виборів 1965 НРП втратила парламентську більшості і вперше за 30 років перейшла на положення опозиційної партії. Сформований в 1971 уряд лідера НРП Т. Браттелі в жовтні 1972 був вимушений подати у відставку у зв'язку з провалом його спроби втягнути Норвегію в Європейське економічне співтовариство (референдум у вересні 1972). У 1973 від НРП знову відкололася опозиційна група, яка виступила проти правого курсу керівництва партії.
У 1981 році вперше в історії Норвегії уряд очолила жінка — Ґру Гарлем Брундтланд, яка представляла НРП. Вона перебувала при владі з 4 лютого 1981 по 14 жовтня 1981, з 9 травня 1986 по 16 жовтня 1989 та з 3 листопада 1990 по 25 жовтня 1996 року.
На виборах 2001 року в Стортинг, НРП отримала всього 43 місця в парламенті з 165. На тлі показників попередніх десятиліть, коли партія починаючи з виборів 1933 року отримувала не менше 62 місць в парламенті, багатьма це сприймалося як нищівної поразки. Серед причин цього називали непопулярне рішення 1997 року про приватизацію частини державної власності та пов'язані з цим скандали. Проте, на останніх виборах в Стортинг, в 2005 році, Норвезька робітнича партія зуміла в основному повернути втрачені позиції, отримавши 61 місце з 169.

## Представництво НРП в стортингу

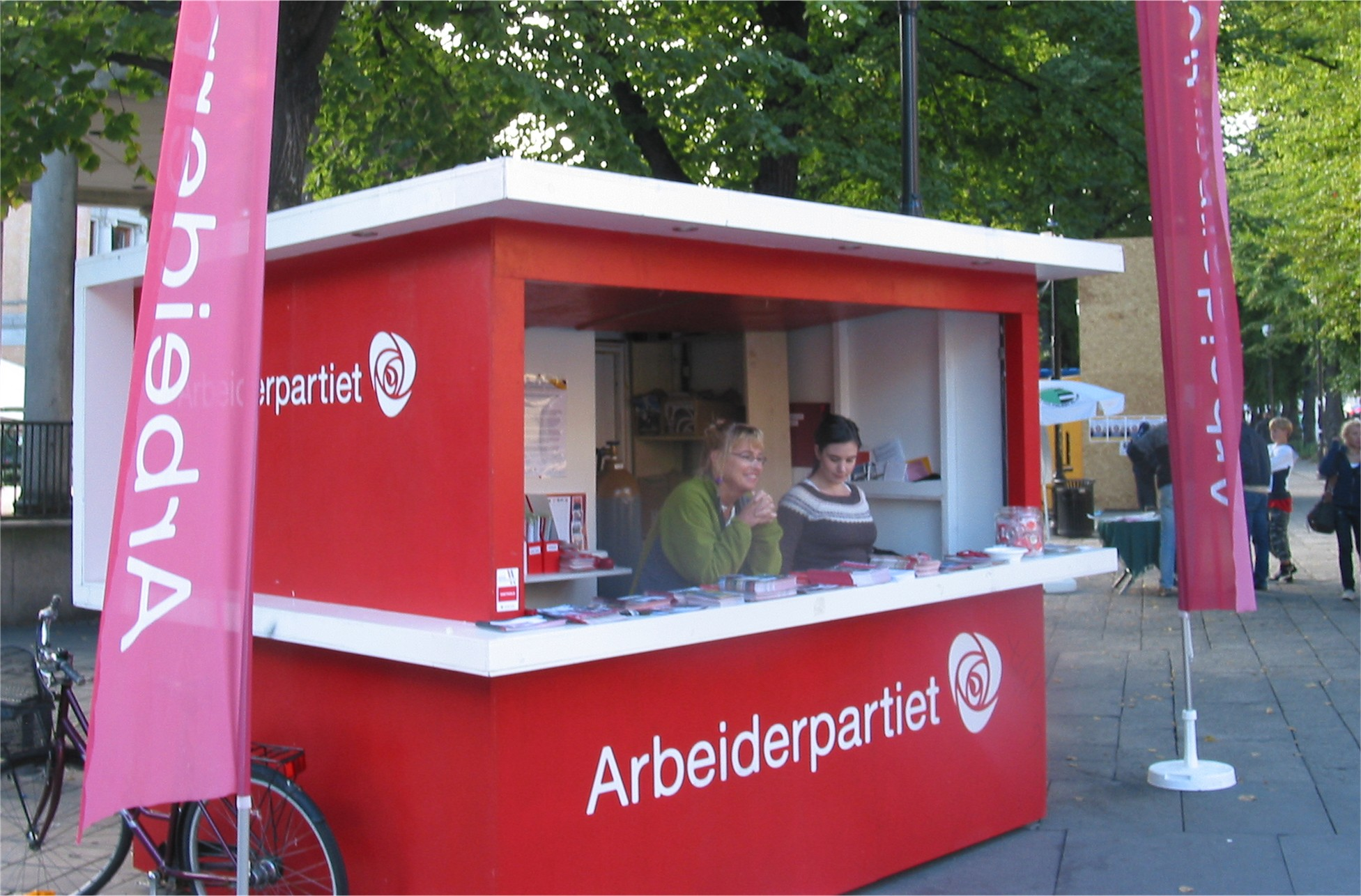
Агітаційний намет Норвезької робітничої партії, 2007 рік

| Рік  | Кількість голосів        | % голосів | Місць у стортингу | Зміна   | Уряд           |
| ---- | ------------------------ | --------- | ----------------- | ------- | -------------- |
| 1894 | ------------------------ | 0,3       | 0 із 114          | 0       | ------         |
| 1897 | ------------------------ | 0,6       | 0 із 114          | 0       | ------         |
| 1900 | ------------------------ | 5,2       | 0 із 114          | 0       | ------         |
| 1903 | ------------------------ | 12,1      | 4 із 117          | +4      | ні             |
| 1906 | 43,134                   | 15,9      | 10 із 123         | +6      | ні             |
| 1909 | 91,268                   | 21,5      | 11 із 123         | +1      | ні             |
| 1912 | 128,455                  | 26,2      | 23 із 123         | +12     | ні             |
| 1915 | 198,111                  | 32,0      | 19 із 123         | -4      | ні             |
| 1918 | 209,560                  | 31,6      | 18 із 126         | -1      | ні             |
| 1921 | 192,616                  | 21,3      | 29 із 150         | ------- | ні             |
| 1924 | 179,567                  | 18,4      | 24 із 150         | -5      | ні             |
| 1927 | 368,106                  | 36,8      | 59 із 150         | +35     | ТАК (28р.)     |
| 1930 | 374,854                  | 31,4      | 47 із 150         | -12     | ні             |
| 1933 | 500,526                  | 40,1      | 69 із 150         | +22     | ТАК (35-36рр.) |
| 1936 | 618,616                  | 42,5      | 70 із 150         | +1      | ТАК            |
| 1945 | 609,348                  | 41,0      | 76 із 150         | +6      | ТАК            |
| 1949 | 803,471                  | 45,7      | 85 із 150         | +9      | ТАК            |
| 1953 | 830,448                  | 46,7      | 77 із 150         | -8      | ТАК            |
| 1957 | 865,675                  | 48,3      | 78 із 150         | +1      | ТАК            |
| 1961 | 860,526                  | 46,8      | 74 із 150         | -4      | ТАК (61-63рр.) |
| 1965 | 883,320                  | 43,1      | 68 із 150         | -6      | ні             |
| 1969 | 1,004,348                | 46,5      | 74 із 150         | +6      | ТАК (71-72рр.) |
| 1973 | 759,499                  | 35,3      | 62 із 155         | -12     | ТАК            |
| 1977 | 972,434                  | 42,3      | 76 із 155         | +14     | ТАК            |
| 1981 | 914,749                  | 37,1      | 65 із 155         | -11     | ні             |
| 1985 | 1,061,712                | 40,8      | 71 із 157         | +6      | ТАК (86-89рр.) |
| 1989 | 907,393                  | 34,3      | 63 із 165         | ------  | ТАК (90-93рр.) |
| 1993 | 908,724                  | 36,9      | 67 із 165         | +4      | ТАК            |
| 1997 | 904,362                  | 35,0      | 65 із 165         | -2      | ТАК (00-01рр.) |
| 2001 | 612,632                  | 24,3      | 43 із 165         | -22     | ні             |
| 2005 | 862,456                  | 32,7      | 61 із 169         | +18     | ТАК            |
| 2009 | 949,060                  | 35,4      | 64 із 169         | +3      | ТАК            |
| 2013 | 874,769                  | 30,8      | 55 із 169         | -9      | ні             |